# Pericotoxodon
Pericotoxodon is een geslacht van uitgestorven toxodontide Notoungulata uit het Mioceen. Fossielen van Pericotoxodon werden gevonden in de buurt van Río Inuya en Mapuya in Peru en in La Venta, Colombia en Bolivia, in afzettingen die dateren uit het Midden-Mioceen.

## Naamgeving
De typesoort Pericotoxodon platignathus werfd in 1997 benoemd door Richard H. Madden. De geslachtsnaam Pericotoxodon is afgeleid van 'Perico', vernoemd naar José Espíritu Pericó, die het holotype ontdekte in de plaats La Gaviota van de Villavieja-formatie in Colombia en verbindt diens naam met die van het geslacht Toxodon. De soortaanduiding betekent 'platkaak'.
Het holotype is UCMP 40199, een skelet met schedel.